# Natekspressen (P. 903)
Natekspressen (P. 903) er en dansk, psykologisk kriminalfilm fra 1942, instrueret af Svend Methling efter manuskript af Emil Bønnelycke, Svend Methling, Ole Palsbo.

## Medvirkende
- Carl Alstrup
- Inger Stender
- Victor Montell
- Tove Bang
- Knud Rex
- Sigurd Langberg
- Jens Asby
- Ego Brønnum-Jacobsen
- Carlo Wieth
- Mogens Wieth
- Jørn Jeppesen
- Asbjørn Andersen
- Georg Poulsen - kom tilfældigt med sin far forbi optagelserne, hvor instruktøren Svend Methling spurgte "om han lige måtte låne den unge mand"; som skomagerdreng skulle han i filmen komme med mordbeviset.

## Handling
En nat sker der en frygtelig ulykke i den lille stationsby Bredsted. Den unge godsejer Mogens Kragfeldt bliver kørt over af Nat-Ekspressen i nærheden af stationen. Han var ikke så lidt af en slubbert og en pigejæger og meget ilde lidt på egnen. Tidligere på aftenen havde han været til bal på kroen og kom her i klammeri med unge karle. Politimester Aagesen i den nærliggende købstad sender en ung kriminalbetjent til Bredsted for at undersøge sagen.